# Cynorkis souegesii
Cynorkis souegesii là một loài thực vật có hoa trong họ Lan. Loài này được Bosser & Veyret mô tả khoa học đầu tiên năm 1970.